# Elezioni presidenziali in Argentina del settembre 1973
Nelle elezioni presidenziali argentine del settembre 1973 Juan Domingo Perón ottenne la presidenza con il 61,86% dei voti - la seconda percentuale più alta dopo quella registrata nel 1951 - dopo diciotto anni di persecuzioni antiperoniste dall'epoca in cui fu rovesciato da un Colpo di Stato nel 1955 e costretto a vivere in esilio. Perón non era riuscito a presentarsi come candidato nelle elezioni presidenziali di marzo del 1973, a causa di un cavillo voluto dalla dittatura che aveva preso il potere nel 1966, creando così una situazione istituzionale altamente instabile, che portò alle dimissioni simultanee del presidente Héctor J. Cámpora e del suo vice presidente Vicente Solano Lima, alla nomina di un presidente ad interim, e allo svolgimento di nuove elezioni per completare il mandato, questa volta senza impedimenti.
La sua compagna di formula come vicepresidente fu María Estela Martínez de Perón, conosciuta come Isabelita, essendo la prima volta nella storia argentina e mondiale che una donna veniva eletta con voto popolare in una formula presidenziale.
Le regole elettorali erano le stesse di quelle delle elezioni presidenziali di marzo. La dittatura aveva effettuato nel 1972 una riforma costituzionale che riformava il sistema elettorale stabilendo che il presidente dovesse essere eletto con voto diretto e maggioranza assoluta di voti, e approvato una legislazione elettorale che stabiliva che, in caso non si raggiungesse tale percentuale nell'elezione, si dovesse tenere un ballottaggio tra i candidati che avessero raccolto più del 15%. Inoltre ridusse il mandato presidenziale a quattro anni e sincronizzò tutti i mandati parlamentari e presidenziali.
La formula Perón-Perón in tutti i distretti elettorali,  (22 provincie, la Capitale Federale e il territorio nazionale della Terra del Fuego, Isole Atalntiche del sud e Antartide Argentina). Con questa vittoria Perón divenne il primo presidente eletto in 3 occasioni. Aveva 78 anni e morirà nove mesi dopo sostituito da María Estela Martínez, la prima donna presidente al mondo.. Martínez non potrà terminare il suo mandato, deposta dal colpo di stato del 24 marzo 1976.

## Risultati

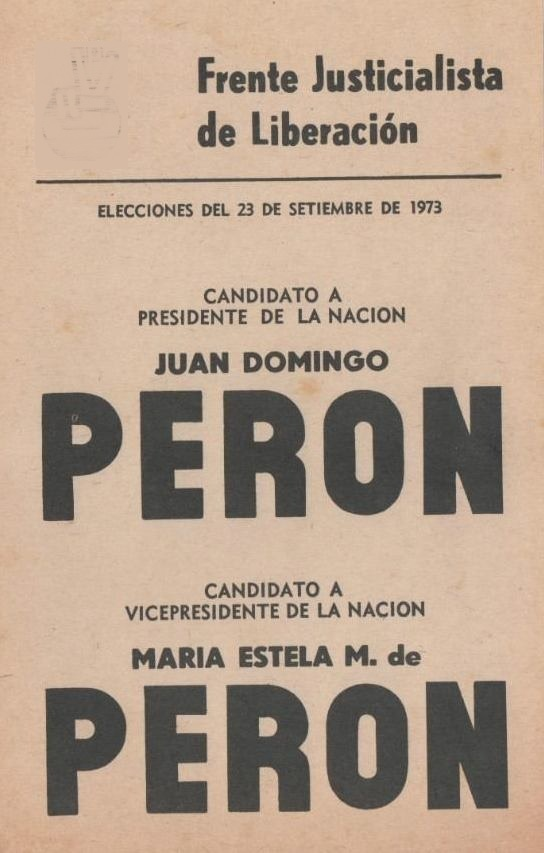
Manifesto elettorale

| Candidati presidente e vicepresidente       | Liste                                  | Voti       | %     |
| ------------------------------------------- | -------------------------------------- | ---------- | ----- |
| Juan Domingo Perón Isabel Martínez de Perón | FREJULI - FIP                          | 7.359.139  | 61,86 |
| Juan Domingo Perón Isabel Martínez de Perón | • Fronte Giustizialista di Liberazione | 6.469.412  | 54,37 |
| Juan Domingo Perón Isabel Martínez de Perón | • Fronte di Sinistra Popolare          | 889.727    | 7,48  |
| Ricardo Balbín Fernando de la Rúa           | Unione Civica Radicale                 | 2.905.719  | 24,42 |
| Francisco Manrique Rafael Martínez Raymonda | Partito Democratico Progressista       | 1.450.998  | 12,20 |
| Juan Carlos Coral José Francisco Páez       | Partito Socialista dei Lavoratori      | 181.474    | 1,53  |
| Totale                                      | Totale                                 | 11.898.441 |       |